# الأكاديمية الروسية للتجارة الأجنبية
الأكاديمية الروسية للتجارة الأجنبية (بالإنجليزية: All-Russian Academy of Foreign Trade)‏ هي جامعة، تأسست في 1930، في روسيا، والاتحاد السوفيتي.